# 産業技術短期大学
産業技術短期大学（さんぎょうぎじゅつたんきだいがく、英語: College of Industrial Technology）は、兵庫県尼崎市西昆陽1丁目27-1に本部を置く日本の私立短期大学。1962年大学設置。大学の略称は産技大、産技短、産短大、CIT（シー・アイ・ティー。英文名の略称）。また旧称の鉄鋼短期大学から鉄大、鉄短を用いる者もいる。

## 概観

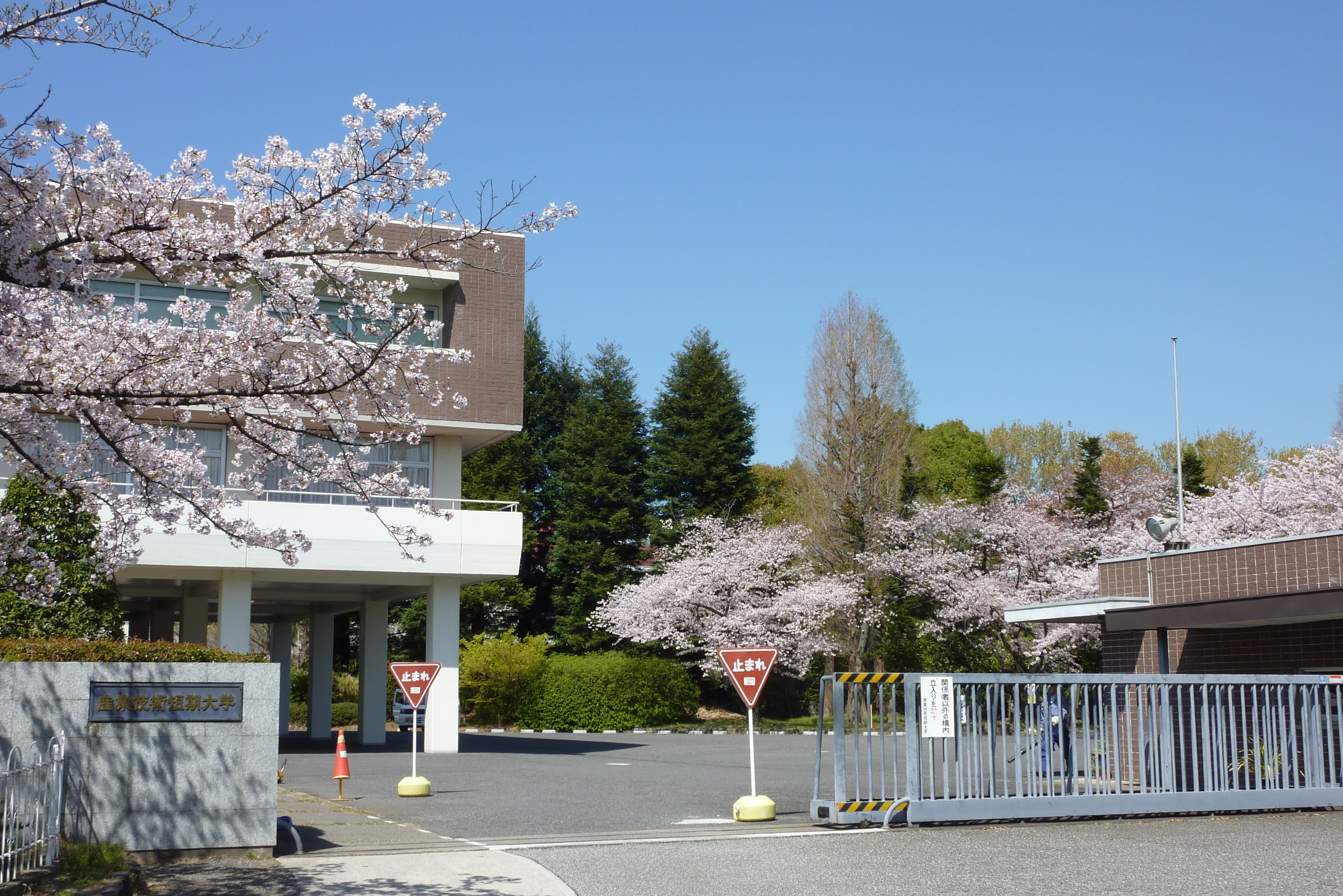
正門前

### 大学全体
- 兵庫県尼崎市内に所在する日本の私立短期大学で設置主体は学校法人鉄鋼学園[1]。
- 技術者育成をねらいに1962年一般社団法人日本鉄鋼連盟[注 3]の発起により関西鉄鋼短期大学として開学[注 4]。
- 全国で唯一複数の工学科を備えた兵庫県で唯一の工科短期大学である。
- 産業界との熱い信頼関係により、新時代に対応した「量より質の教育を推し進める技術者育成」を重要視している[5]。
- 大阪・神戸間にある都市型学園として、広大で敷地全体が豊かな緑に包まれたゆとりのあるキャンパスを持ち、心も豊かで、広い視野を持ったエンジニアを育成している[6]。
- 2017年3月に一般財団法人短期大学基準協会における第三者評価の結果、「適格」認定を受けている[7]。

### 建学の精神（校訓・理念・学是）
- 建学の精神
  - 産業技術短期大学における建学の精神は「鉄鋼業並びにその関連産業はもとより、広くその他の産業界等の将来を担いうる学力と識見を備えた技術者を育成する」となっている[5]。
- 設立の根本理念

「企業は人なり」といわれるように、企業経営にはヒューマンリレーションが最も大切であり、従業員の資質を高めるには、企業内訓練（OJT）と共々高度な学校教育が必要である。そこで、産業界（鉄鋼業）自らが大学を設置して、業界の中堅技術者を育成すると共に、一般社会の優秀な青年の教育にも貢献していくことが、産業界（鉄鋼業）の繁栄にも繋がるものと確信した。この信念が設立の根本理念である。
- 大学名称の由来（使命）

産業技術短期大学という名称は、「産業」を支える根幹となる「技術」を身につけた人材を短期間で育成し、広く社会に供給する使命を担っている、という観点からつけられた。
- 大学名称に込められた理念

大学名称の「産業」部分には「産業社会のなかの豊富な経験と深い英知を教授」するという理念が、「技術」部分には「心豊かな人間形成と新時代の技術者の育成」を行うという理念が込められている。
- 教育のねらい（教育理念）[注 6]。

建学の精神から導き出された教育姿勢として、次の3つの教育理念を定めている。
「ものづくりを中心として、科学技術立国をめざす我が国産業界の要望に対応した技術者教育」
「基礎学力の充実と実学重視の工学教育」
「教養豊かで、視野の広い社会人としての人間形成教育」

### 学風および特色

#### 社会人学生との共学
- 産業界（鉄鋼業界）が設立

産業技術短期大学は、1962年に産業界（鉄鋼業界）が創った、企業派遣の社会人学生と共に学ぶ大学である。
鉄鋼業界（一般社団法人日本鉄鋼連盟）により設立されたため、主に日本製鉄・JFEスチール・神戸製鋼所等の鉄鋼会社をはじめとする産業界から企業派遣された若手・中堅層の社会人学生が全学生の約2割の規模で在学している『実践経営哲学』（PHP研究所、1978年）　業界挙げての人材育成の必要性について、本著では、「事業は人なり」、「経営においては、まず何よりも人を育てていかなければならない。単に仕事ができ、技術が優れている人ではだめで、『人間として社会人として立派な人』を育てなければ企業として発展しない」という考え方が述べられている。</ref>。
社会人学生は、キャリア形成のために、充実したOFF-JTを受けることを目的として派遣されている。
- 人間性豊かな人材を育成

「社会人学生の人生経験や企業経験と、高校卒業後すぐに入学した新卒学生の柔軟な発想の相乗効果により、お互いが人間性豊かな技術者に成長すること」を教育目標の一つとしている。一度社会を経験した者は、学ぶことがいかに大切であるかということを身にしみて感じており、知識を得ることに対して意欲的である。また、勉学だけでなく、学生の自主活動である「体育祭」「飛翔祭（大学祭）」「クラブ活動」なども、企業派遣の社会人学生が在学することで一層充実したものとなり、学生生活を豊かに彩っている。
社会人学生との共学により、「授業中はクラスメイト、授業が終われば人生の先輩後輩」となり、語らいを通じてお互いに、知識、協調性、責任感、人格を育み、学びあえる環境である。
このような全国各地から多数集結する企業派遣の社会人学生と、高校から進学した学生とが同じ机で学ぶ姿は、全国でも本学だけといえるほど珍しい、産業技術短期大学ならではの特色である。
- 産業技術短期大学への社会人学生派遣企業（建学の精神・設立の根本理念への賛同企業）

日本製鉄・JFEスチール・神戸製鋼所・日鉄日新製鋼・日立金属・大同特殊鋼・日本製鋼所・愛知製鋼・東洋鋼鈑・中山製鋼所・山陽特殊製鋼・トピー工業・日本冶金工業・淀川製鋼所・三菱製鋼・クボタ・不二越・大平洋金属・中央電気工業・日本高周波鋼業・新日本電工・住友電気工業・住友精密工業・大阪製鐵・川崎重工業・共英製鋼・合同製鐵・新関西製鐵・神鋼電機・JFEプラントエンジ・コベルコ建機・ダイキン工業・中部鋼鈑・日鐵鉱業・日鉄建材・日立造船・大阪チタニウムテクノロジーズ・東洋製罐・ポスコ・中国鋼鉄　他多数。
- 卒業後の進路として国公立大学(富山大学、京都工芸繊維大学、神戸大学など)への3年次編入の実績が多くある。

## 沿革

### 略歴
- 開学までの経緯
  - 日本の鉄鋼業は、1939年～1945年の第二次世界大戦によって、壊滅的な打撃を受けた。しかし、終戦後、設備の近代化とともに鉄鋼業は急速に発展し、技術者不足の問題が生じてきた。そこで一般社団法人日本鉄鋼連盟は、鉄鋼業が必要とする技術者の質と量を確保するため、鉄鋼業界自らの手で2年制の私立大学を設立し、鉄鋼各社の従業員を教育することとなった（＝教育訓練・OFF-JT）[注 10]。
- 特色ある大学の開設
  - こうして1962年 関西鉄鋼短期大学が開学した[注 11]。鉄鋼業が一丸となって開設した「世界でも類例を見ない特色ある大学」として、2年間で工科大学の学部レベルに見劣りしない技術者教育を行うことを目標に、高水準のカリキュラムが設定された。また、そのモデルとなるような施設設備が用意され、教職員もいる[注 12]。
- 人材開発センターの設立
  - 1974年には、鉄鋼業各社の従業員の「短期間」の教育のため、学園の付属機関として、人材開発センターを設立した。
- 国際社会との交流
  - 1980年には、中国の製鉄会社からの留学生の受け入れが始まり、その後台湾・韓国の製鉄会社の留学生も続き、国際社会との交流が進んだ。
- 幅広い産業界の要請に応える
  - 1988年鉄鋼業にとどまらず、より幅広く産業界の要請に応えること、また、社会人（企業派遣）学生だけでなく、広く一般の高等学校にも門を拡げて学生を受け入れることを目的として、現在の産業技術短期大学に大学名が変更された。
- 社会の高度化に対応
  - 1993年度から、高度情報化社会の到来に応じて情報処理工学科を設置した。

2004年度から、産業社会のニーズに対応するため実質、旧来の材料工学科に構造工学科を編入する形でシステムデザイン工学科を改めて設置し直した。さらに、2012年度から、ものづくり創造工学科に名称変更。
- 創立50周年から現在
  - 2012年には、産業技術短期大学創立50周年記念事業を実施[注 13]。
  - 産業界が設立した大学である特徴を活かした諸活動を展開している。
  - 2022年には、昨今の社会情勢を踏まえ、機械・電気電子・情報処理を「ものづくり教育」の根幹と捉え、3学科に集中して教育資源を投資することを5月18日に発表した[15]。

### 年表
- 1960年 
  - 日本鉄鋼連盟に大学教育委員会が発足する。
- 1961年 
  - 4月28日 関西鉄鋼短期大学の建設用地が決定される[16]。
  - 日本鉄鋼連盟総会で2年制短期大学の設置を決定する[17]。
- 1962年
  - 1月20日 左記を以て文部省[注 14]より短期大学の設置が認可される[注 15]。
  - 4月1日 関西鉄鋼短期大学（かんさいてっこうたんきだいがく）が以下の学科体制にて開学[20]。
    - 機械科 入学定員120名
    - 電気科 入学定員80名
    - 鉄鋼科[注 16] 入学定員40名

  - 5月1日 学生数[22]/定員
    - 機械科 125[注釈 1]/120
    - 電気科 68[注釈 1]/80
    - 鉄鋼科 45[注釈 1]/40
- 1963年 
  - 5月1日 学生数[23]/定員
    - 機械科 241[注釈 1]/240
    - 電気科 119[注釈 1]/160
    - 鉄鋼科 88[注釈 1]/80
- 1964年
  - 7月1日 鉄鋼短期大学（てっこうたんきだいがく）と改名する[24]。
- 1969年 
  - 4月1日 以下、学科名の変更あり[注 17]
    - 鉄鋼科→鉄鋼工学科
    - 機械科→機械工学科
    - 電気科→電気工学科
- 1971年 
  - 4月1日 以下の学科を増設する[26]。
    - 溶接構造工学科 入学定員40名[注 18]

  - 5月1日 学生数[28]/定員
    - 機械工学科 207[注釈 1]/240
    - 電気工学科 101[注釈 1]/160
    - 鉄鋼工学科 113[注釈 1]/80
    - 溶接構造工学科 30[注釈 1]/40
- 1972年 
  - 5月1日 学生数[29]/定員
    - 機械工学科 181[注釈 1]/240
    - 電気工学科 95[注釈 1]/160
    - 鉄鋼工学科 85[注釈 1]/80
    - 溶接構造工学科 54[注釈 1]/80
- 1974年 
  - 人材開発センターを設立する。
- 1979年 
  - 4月1日 以下、各学科に於いて減員あり[注 19]
    - 機械工学科 120→60
    - 電気工学科 80→40
    - 鉄鋼工学科 40→25
    - 溶接構造工学科 40→25

  - 5月1日 学生数[33]/定員
    - 機械工学科 111[注釈 1]/180
    - 電気工学科 62[注釈 1]/120
    - 鉄鋼工学科 41[注釈 1]/65
    - 溶接構造工学科 36[注釈 1]/65
- 1980年 
  - 4月1日 初めての外国人留学生・聴講生を受け入れる。
  - 5月1日 学生数[34]/定員
    - 機械工学科 117[注釈 1]/120
    - 電気工学科 65[注釈 1]/80
    - 鉄鋼工学科 41[注釈 1]/50
    - 溶接構造工学科 65[注釈 1]/50
- 1985年 
  - 4月1日 この年度以降の入学生より、女子学生の入学あり。
  - 5月1日 学生数[35]/定員
    - 機械工学科 185[注釈 1]/120
    - 電気工学科 150[注 20]/80
    - 鉄鋼工学科 71[注釈 1]/50
    - 溶接構造工学科 50[注釈 1]/50
- 1986年 
  - 4月1日 以下の通り入学定員増あり[注 21]。
    - 機械工学科 60→80[41]
    - 電気工学科 40→100[41]

  - 5月1日 学生数[42]/定員
    - 機械工学科 190[注釈 1]/140
    - 電気工学科 232[注 22]/140
    - 鉄鋼工学科 76[注釈 1]/50
    - 溶接構造工学科 59[注釈 1]/50
- 1987年 
  - 5月1日 学生数[43]/定員
    - 機械工学科 159[注釈 2]/160
    - 電気工学科 302[注 23]/200
    - 鉄鋼工学科 68[注釈 1]/50
    - 溶接構造工学科 74[注釈 3]/50
- 1988年 
  - 4月1日 以下、改称あり[注 24]。
    - 鉄鋼短期大学→産業技術短期大学
    - 鉄鋼工学科→材料工学科

  - 5月1日 学生数[49]/定員
    - 機械工学科 181[注釈 2]/160
    - 電気工学科 327[注 25]/200
    - 材料工学科 32[注釈 1]/50
    - 溶接構造工学科 72[注釈 3]/50
- 1989年 
  - 5月1日 学生数[50]/定員
    - 機械工学科 218[注釈 3]/160
    - 電気工学科 336[注釈 4]/200
    - 材料工学科 88[注釈 5]/50
    - 溶接構造工学科 79[注釈 1]/50
- 1990年 
  - 4月1日 この年度における出来事を以下、列挙する[注 26]。
    - 一部、学科において増員あり[注 27]。
      - 機械工学科 80→100
      - 電気工学科 100→150
      - 材料工学科 25→35

    - この年度の入学生より以下、学科名の改称あり。
      - 溶接構造工学科→構造工学科

  - 5月1日 学生数[55]/定員
    - 機械工学科 230[注釈 6]/180
    - 電気工学科 334[注釈 4]/250
    - 材料工学科 91[注 28]/60
    - 構造工学科 48[注釈 1]/50
- 1991年 
  - 4月1日 以下、全学科において増員あり[注 29]。
    -       - 機械工学科 100→120
      - 電気工学科 150→180
      - 材料工学科 35→50
      - 構造工学科 25→40

  - 5月1日 学生数[60]/定員
    - 機械工学科 248[注釈 7]/220
    - 電気工学科 387[注釈 8]/330
    - 材料工学科 97[注釈 2]/85
    - 構造工学科 86[注釈 2]/65
- 1992年 
  - 5月1日 学生数[注 30]/定員
    - 機械工学科 263[注釈 5]/240
    - 電気工学科 461[注 31]/360
    - 材料工学科 110[注釈 3]/100
    - 構造工学科 103[注釈 7]/80
- 1993年 
  - 4月1日 この年度における出来事を、以下列挙する[注 32]。
    - 学科名の改称。
      - 電気工学科→電気電子工学科[注 33]

    - 学科の増設。
      - 情報処理工学科 入学定員100名[注 34]

  - 5月1日 学生数[67]/定員
    - 機械工学科 281[注釈 2]/240
    - 電気電子工学科 112[注釈 6]/80
      - 電気工学科 234[注 35]/180

    - 材料工学科 125[注釈 6]/100
    - 構造工学科 105[注 36]/80
    - 情報処理工学科 129[注釈 8]/100
- 1994年
  - 5月1日 学生数[68]/定員
    - 機械工学科 290[注釈 7]/240
    - 電気電子工学科 208[注釈 7]/160
      - 電気工学科 4[注釈 1]/-

    - 材料工学科 134[注釈 7]/100
    - 構造工学科 112[注 37]/80
    - 情報処理工学科 248[注 38]/200
- 1999年
  - 5月1日 学生数[69]/定員
    - 機械工学科 228[注釈 6]/240
    - 電気電子工学科 177[注釈 6]/160
    - 材料工学科 73[注釈 5]/100
    - 構造工学科 90[注 39]/80
    - 情報処理工学科 256[注 40]/200
- 2000年 
  - 4月1日 
    - 専攻科の設置が認められ、以下の課程を設ける[注 41]
      - 生産工学専攻 入学定員15名
      - 電気・情報工学専攻 入学定員10名

    - 以下、定員減あり[注 42]。
      - 機械工学科 120→114
      - 材料工学科 50→40
- 2001年
  - 4月1日 以下、定員減あり[注 43]。
    - 機械工学科 114→105
    - 材料工学科 40→35
    - 電気電子工学科 80→78
- 2002年
  - 4月1日 以下、定員減あり[注 44]。
    - 機械工学科 105→96
    - 情報処理工学科 100→97
    - 電気電子工学科 78→74
- 2003年
  - 4月1日
    - 以下、定員減あり[注 45]。
      - 機械工学科 96→88
      - 情報処理工学科 97→95
      - 電気電子工学科 74→68

    - 以下の学科については、この年度で学生募集を最終とする[注 46]。
      - 構造工学科[注 47]
- 2004年
  - 1月 平成16年度大学入試センター試験参加短期大学の1校となる[注 48]。
  - 4月1日
    - 以下、定員減あり[注釈 9]
      - 機械工学科 88→80
      - 電気電子工学科 68→60

    - 以下、定員増あり
      - 情報処理工学科 95→120

    - この年度の入学生より、材料工学科を以下の通りに改組される。
      - システムデザイン工学科 入学定員60名
- 2006年
  - 4月1日 以下、入学定員に変更あり[注 49]。
    - 電気電子工学科 60→55
    - 情報処理工学科 120→100
    - 機械工学科 80→105
- 2008年
  - 4月1日 以下、減員あり[注 50]。
    - 電気電子工学科 55→45
    - 情報処理工学科 100→65
    - システムデザイン工学科 60→40
- 2010年
  - 4月1日 システムデザイン工学科の入学定員を40→30に減員[注 51]。
- 2011年 
  - ものづくり工作センター、基礎教育センターを開設する。
  - 4月1日 以下、入学定員に変更あり[注 52]。
    - 電気電子工学科 45→50
    - システムデザイン工学科 30→25
- 2012年
  - 4月1日 この年度の入学生より、システムデザイン工学科をものづくり創造工学科に改称[注 53]。
  - 創立50周年記念事業を実施する。
- 2013年
  - 4月1日 以下、入学定員に変更あり[注 54]。
    - 機械工学科 105→100
    - ものづくり創造工学科 25→30
- 2014年
  - 1月 平成26年度大学入試センター試験参加短期大学の1校となる[100]。
  - 4月1日 以下、入学定員に変更あり[注 55]。
    - 機械工学科 100→105
    - 電気電子工学科 50→55
    - 情報処理工学科 65→55
- 2015年
  - 1月 平成27年度大学入試センター試験参加短期大学の1校となる[103]。
  - 4月1日 科目等履修生制度による社会人1年課程を設置。
    - 機械系
    - 電気電子系
    - 情報系
- 2016年
  - 1月 平成28年度大学入試センター試験参加短期大学の1校となる[104]。
  - 4月1日 専攻科における以下の課程については、この年度で学生募集を最終とする[注 56]。
    -       - 生産工学専攻[注釈 10]
      - 電気・情報工学専攻[注釈 10]
- 2022年
  - 4月1日
    - 以下の学科については、この年度で学生募集を最終とする[注 57]。
      - ものづくり創造工学科

    - 以下、入学定員に変更あり[1]
      - 機械工学科 105→95
      - 情報処理工学科 55→65
- 2023年
  - 4月1日 以下、入学定員に変更あり[15]
    - 機械工学科 95→100
    - 電気電子工学科 55→60
    - 情報処理工学科 65→75
- 2024年
  - 4月1日 以下、入学定員に変更あり[1]
    - 機械工学科 100→90)
    - 電気電子工学科 60→55
    - 情報処理工学科 75→90
- 2025年
  - 4月1日 この年度で短期大学としての学生募集を最終とする[注釈 11]。

## 基礎データ

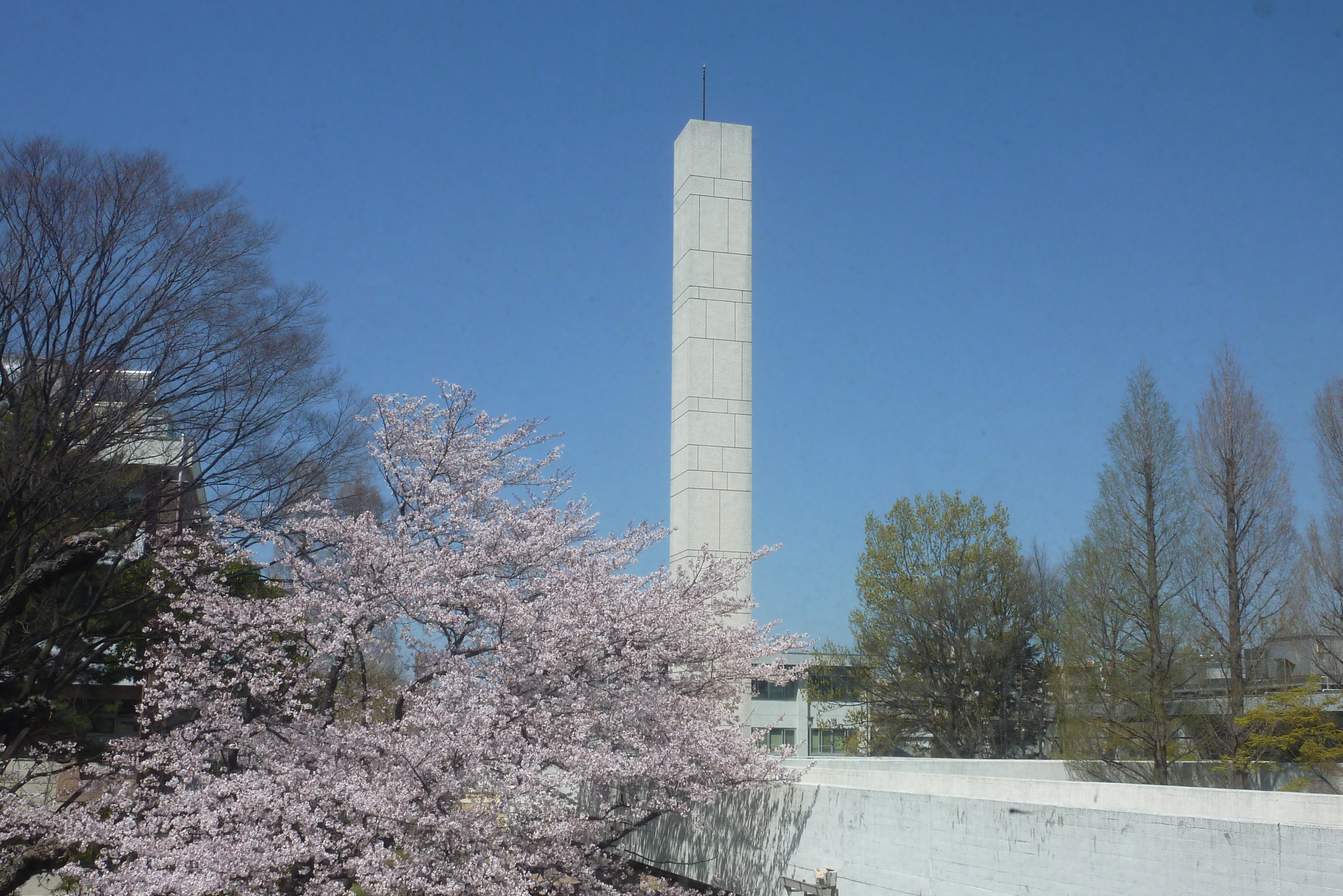
シンボルタワー「白塔」

### 所在地
- 兵庫県尼崎市西昆陽1丁目27-1

### 交通アクセス
- 武庫之荘駅（阪急神戸本線）北出口より、阪神バス40・41・41-2系統で「常陽中学校」停留所下車、北へ徒歩約200m。
- 伊丹駅 (JR西日本)より、伊丹市バス1・7系統で「昆陽里」停留所下車、西へ徒歩約400m。
- 宝塚駅（阪急電鉄・JR西日本）・尼崎駅 (阪神)より、阪神バス尼崎宝塚線で「時友」停留所下車、西へ徒歩約500m。

### 象徴
- 校章
  - 産業技術短期大学の校章（カレッジマーク）は三角形。右に伸び上がる線は、「飛翔（ひしょう）」「発展」を表す。中央の「CIT」は、本学の英文名「College of Industrial Technology」の略称を表す[注 58]。
- 学歌
  - 学歌は竹中郁作詞・高橋半作曲。
  - 校章のマーク・学歌の歌詞は校章・学歌｜産業技術短期大学を参照されたい。
- シンボルタワー
  - シンボルタワーは「白塔」。高さは30m。キャンパスのほぼ中央に位置する。
- モニュメント
  - モニュメント（象徴性を示す記念碑）として「風車モニュメント」がある。産業技術短期大学の、環境にやさしい風力発電研究の成果を、クローバー型風車・低風速都市型風力発電用風車として設置。風車の発電電力を夜間照明用の一部として利用している。高さは6m。キャンパスの正門付近に位置する。
- タペストリー「鉄の詩」
  - 2012年、鉄鋼会館から寄贈された巨大な タペストリー。長さ約7m。大学講堂内に掲げられている。

## 教育および研究

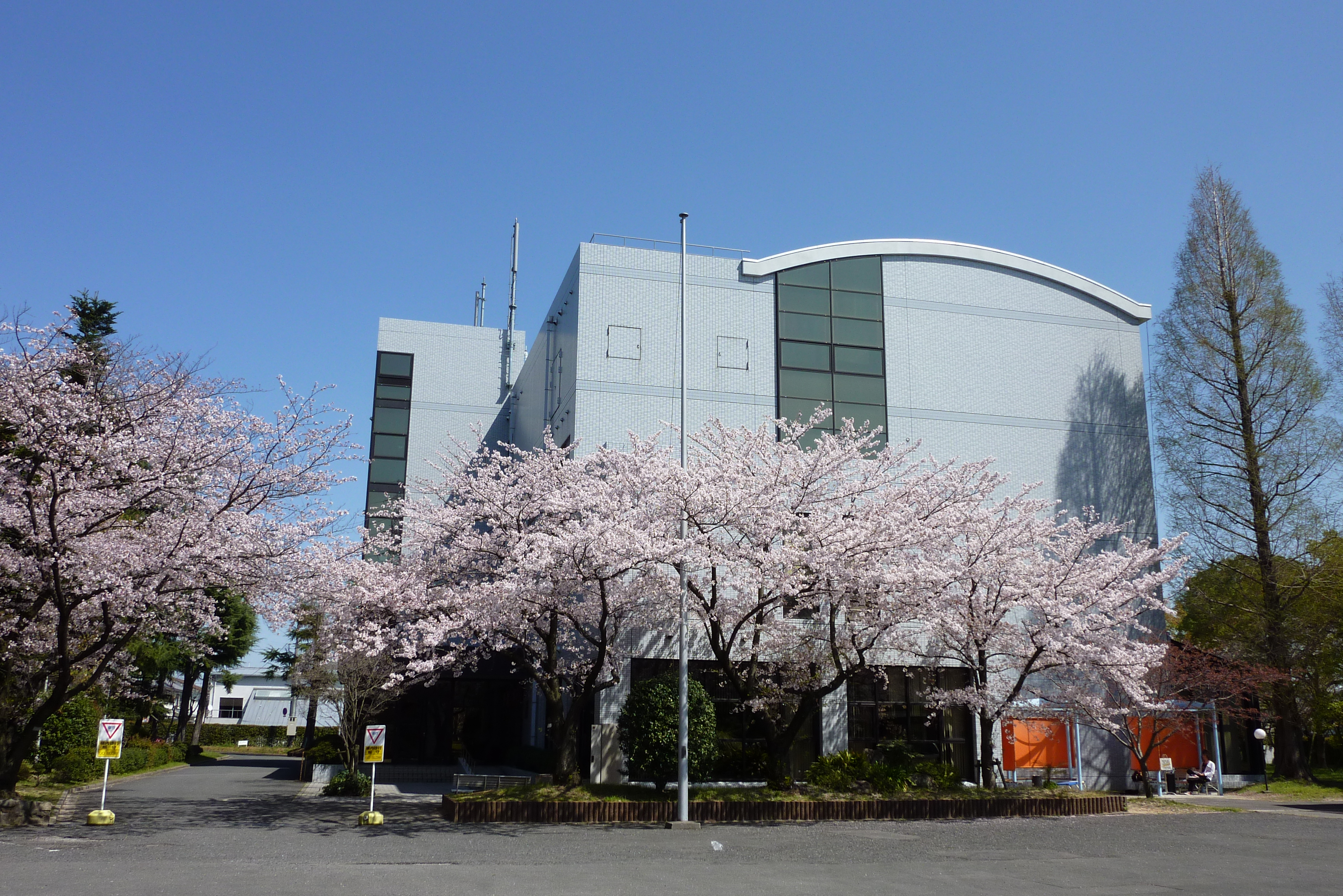
8号館（情報処理工学科・図書館）

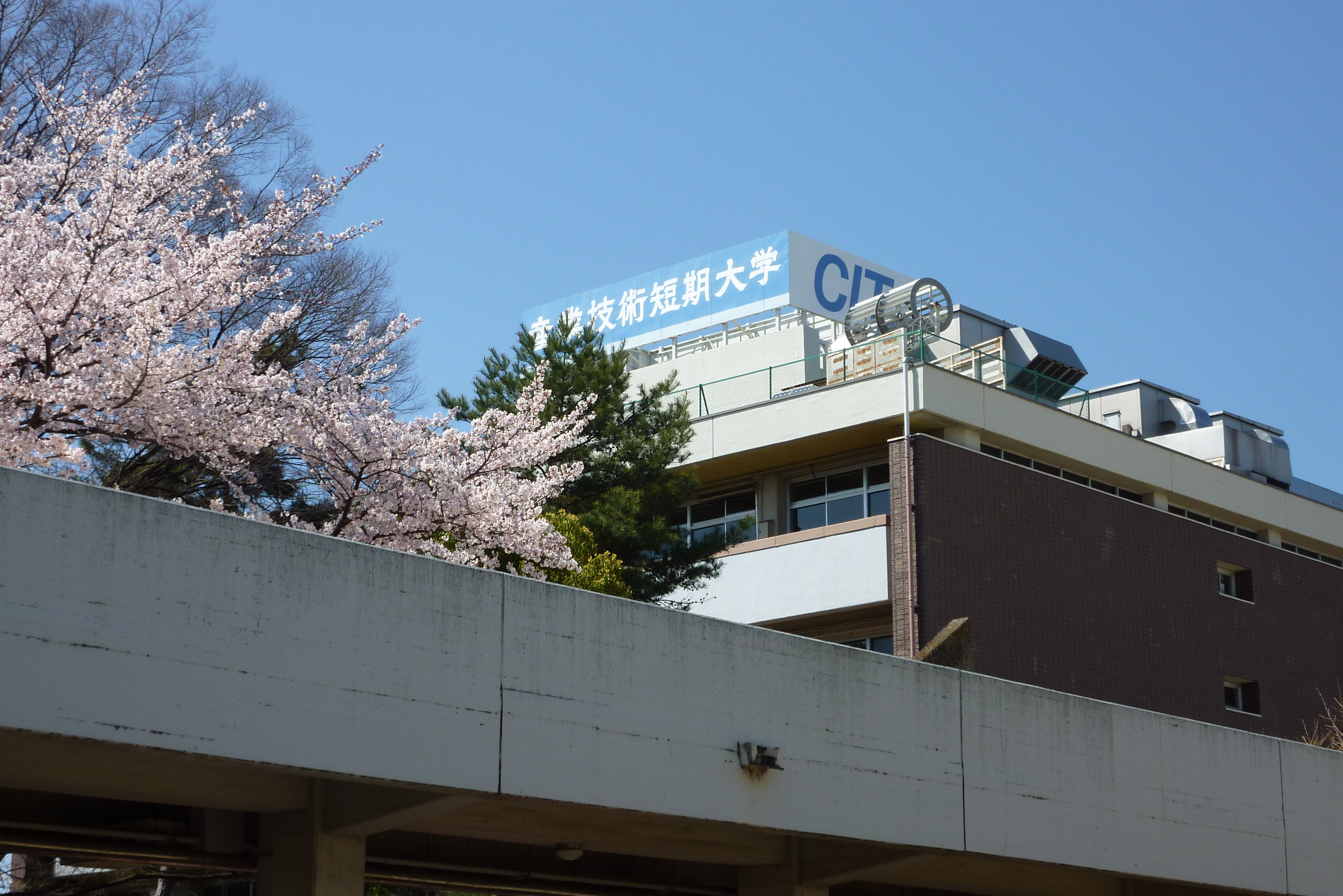
3号館（機械工学科）

### 組織

#### 学科
- 機械工学科 入学定員90名
- 電気電子工学科 入学定員55名
- 情報処理工学科 入学定員90名

##### 学科の変遷
- 鉄鋼科→鉄鋼工学科→材料工学科→システムデザイン工学科→ものづくり創造工学科 入学定員30名[注 59]
- 機械科→機械工学科
- 電気科→電気工学科→電気電子工学科
- 情報処理工学科
- 構造工学科 入学定員40名[注 60]

#### 専攻科
- 生産工学専攻[注釈 12]
- 電気・情報工学専攻[注釈 12]

#### 附属機関

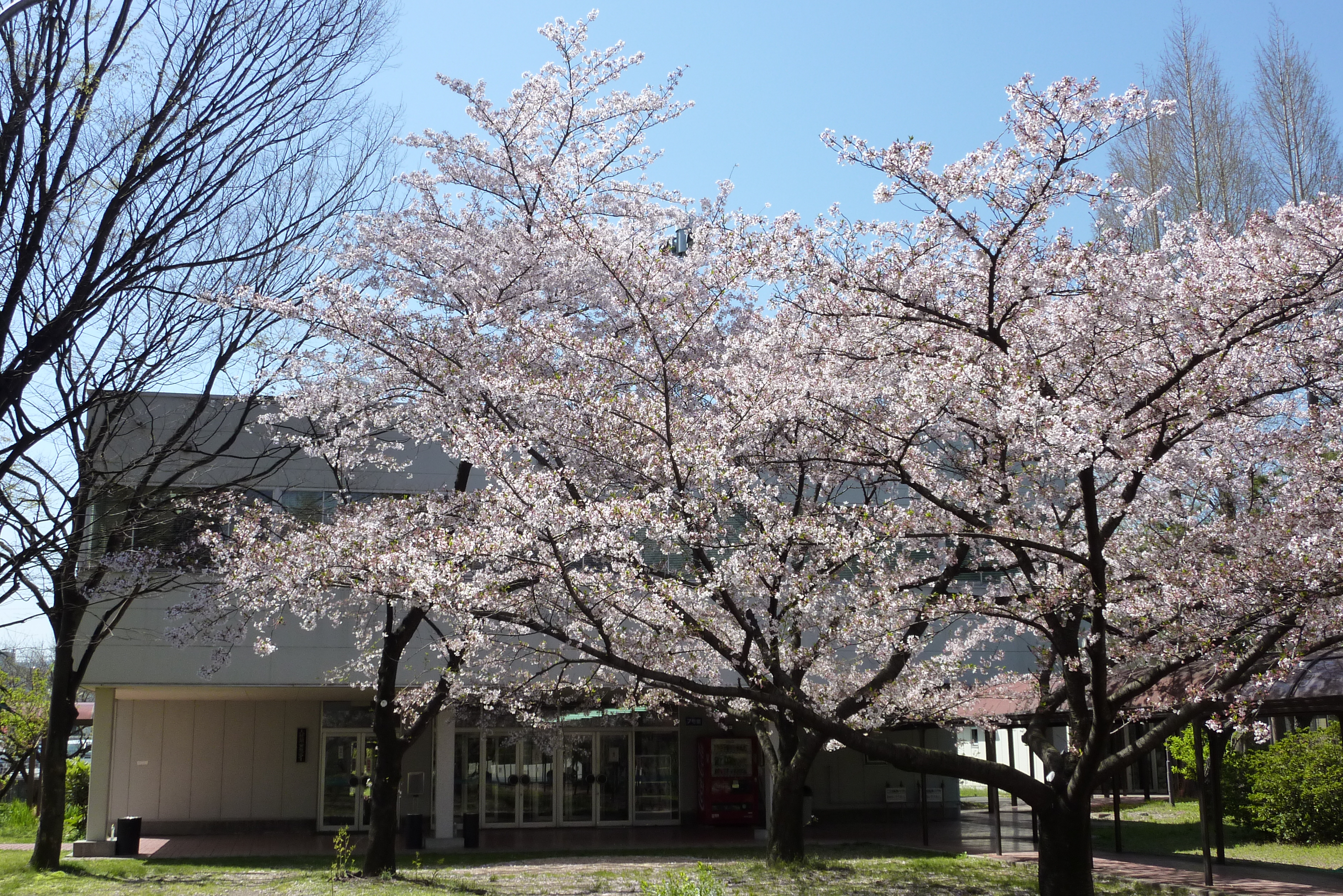
人材開発センター

- 人材開発センター（英語:Center of Development & Enlargement of Abilities）

1974年に産業技術短期大学内に設立。
企業などで働く人の 研修（技術講習含）・ 通信教育事業（69科目）を行うほか、産業技術短期大学学生を対象に数学演習、TOEICなども開講している。
- 基礎教育センター

2011年に開設。
学生生活をより充実したものにするために、学習面・学生生活面等あらゆる面で相談を受け付け、サポートする「学習支援室」や「なんでも相談室」を設置し、学生支援を行っている。
- ものづくり工作センター

2011年に開設。
学生の「やってみたい」を実現するものづくり支援の工房。ものづくりの楽しさを体験できる活発な活動を展開している。
ここでは、学生のアイデアによるものづくりのプロジェクトを自由に立ち上げることができる。「新幹線N700A制作」「ベンツ1号車」「レスキュー ロボット」「3Ｄ モデリング」等のプロジェクト活動を行っている。工作機械などの実習を行う拠点でもある。

### 教育
- 少人数教育

少人数教育に力を入れており、短期間で基礎を固めて技術力を身につけることをねらいとしている。「物事を深く考えることができる能力」を身につけ、「広い視野を身につけた創造力豊かな技術者」になれるようカリキュラムを工夫している。基礎学力を重視しながら、一人ひとりの顔が見える少人数教育の展開により、学生の可能性を大きく伸ばし、満足度を高めている。また、教職員一丸となって、学生生活上の問題についても相談にのり、きめこまかいサポートを行っている。
- カリキュラム

担任ごとのグループ単位で行われる「工学基礎演習（大学での学び方などを含む）」・目標別（到達度別）カリキュラム・キャリア教育科目を実施するなど、「基礎学力の充実」と「専門領域の深い学び」を両立させるカリキュラムである。
- 実学教育・視野を拡げる教育

学科の特性に応じて豊富な体験実習教育を行い、理論と実際の結びつきの理解、高度な専門知識と総合的な判断力の養成に努めている。
実学教育を重視している。在学中に、技術者としての見聞を広めるため、日本製鉄、JFEスチール、神戸製鋼所などで工場などの施設見学を行い、また、地元の各企業で社会体験ができる企業研修（インターンシップ）」を実施している。学科の特性に応じた「演習・実験・実習科目」や「卒業研修（卒業研究）」も充実している。
- 地域産業学

学長自らがリーダーシップを発揮し、オリジナルの科目として「地域産業学」を開講している。
具体的には、日本製鉄、JFEスチール、神戸製鋼所 などの企業への訪問（工場見学等）をとおして企業を自らの目で確認し、また、経営者や関係行政機関の方々から地域社会や産業が抱える課題などについての講義を受け、それらの解決に向けて学生が自主的に取り組む。
学科ごとに将来就きたい職業に直結する特色あるカリキュラムを導入している。
- 資格取得

資格取得については、学科ごとに目標を定め、夏休みや春休み期間に対策講座・技能練習会・講習会等の受験指導を行っている。また、在学中に一定基準以上の資格を取得（工学・技術系の競技大会で優勝または準優勝した場合も含む）した学生を対象として、「資格取得奨励賞」制度も設けている。

### 研究
- 研究（教員組織）

産業技術短大の教員構成は70%の専任教員が博士号を取得し（全国の短大における平均は30%以下）、修士号以上の学位取得者が90%にのぼる。
産業界が設立した全国唯一の総合技術短期大学として研究分野も多方面にわたり、鉄鋼技術はもちろん。
- ものづくりの研究

ものづくりの研究に注力しており、ものづくり工作センターで学生自身による「ものづくりプロジェクトチーム」が全国区で活躍している。
- ロボットの研究

ロボットの研究に注力しており、「国際次世代ロボットフェア」に出展している。学生自身も「レスキューロボットコンテスト」に出場している。
- 産官学連携

産業界（鉄鋼業界）が設立した大学であるため、研究成果を産業社会に提供することに注力している。また、「社会への貢献が学生の未来を豊かにするという理念」のもとで「産官学連携」を推進している。
尼崎市を始めとする地域社会のネットワークや、大阪大学・神戸大学・兵庫県立大学等の大学等と広域ネットワークを形成し、教職員一体となって研究・交流を深めている。
企業向け「ものづくりシンポジウム」を開催し、最新の技術動向について学生の理解を深めるとともに、企業の参画により産官学連携を推進している。
- 大阪大学との連携

産業技術短期大学の学生（希望者）が、夏季に大阪大学大学院の研究室に出向き、大阪大学工学部教授の指導のもと大学院生と協同して研究を行い、実験から考察、さらに研究報告のレポート作成まで経験する「大阪大学大学院研究インターンシップ」を開催している。
参加者全員が大阪大学での研究成果を本学にて発表している。研究成果の発表に対して、選考のうえ、大阪大学から最優秀賞・優秀賞が授与される。
- 地元との関係（地域連携）

尼崎市には「ものづくり企業」が多数集積しており、産業技術短期大学は尼崎市や尼崎経営者協会などと連携し、産官学連携・研究を推進するとともに、地域社会とのつながりを深めている。
- 『産業技術短期大学誌』[116]

### 教育研究設備
- 光造形装置、三次元モデリング装置、透過型電子顕微鏡、高周波誘導加熱溶解装置、切削式RP装置、EPMA（電子線プロープマイクロアナライザ）、高電圧発生装置、3D積層造形装置、工作機械（ものづくり工作センター）、実験・分析用大型機器（実験実習棟）など多数ある。情報処理教育システムが充実しているという評価を受けてきた[11]。

### 選定事業
- 私立大学等教育研究活性化設備整備事業に選定（平成27年度）（文部科学省）
- 私立大学等改革総合支援事業に選定（平成27年度）（文部科学省）
- 私立大学等改革総合支援事業に選定（平成28年度）（文部科学省）
- 私立大学等改革総合支援事業に選定（平成29年度）（文部科学省）
- 私立大学等改革総合支援事業に選定（平成30年度）（文部科学省）
- 私立大学等改革総合支援事業に選定（令和元年度）（文部科学省）

令和元年度は「特色ある教育の展開」に選定されている。

## 学生生活

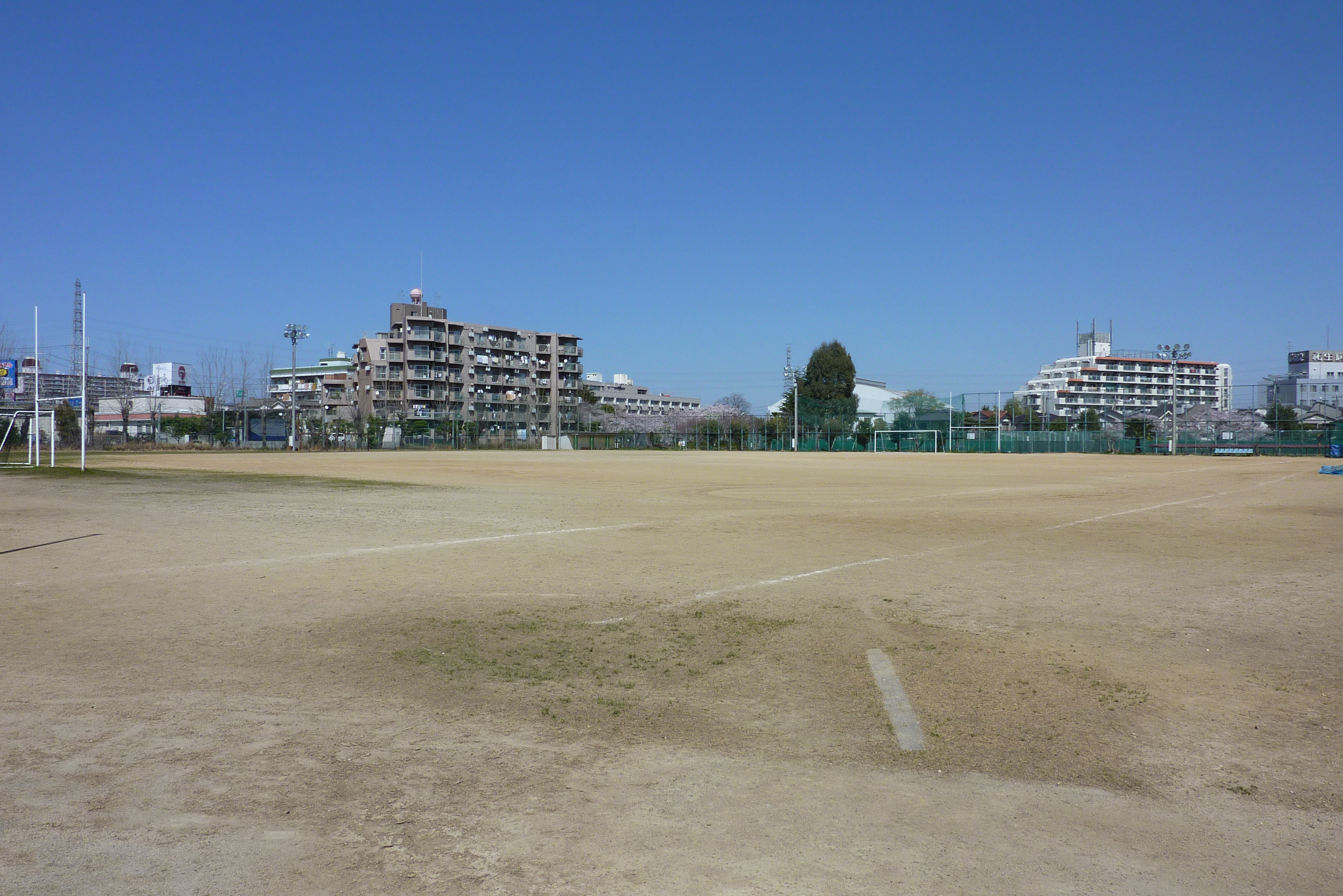
グラウンド（運動場）

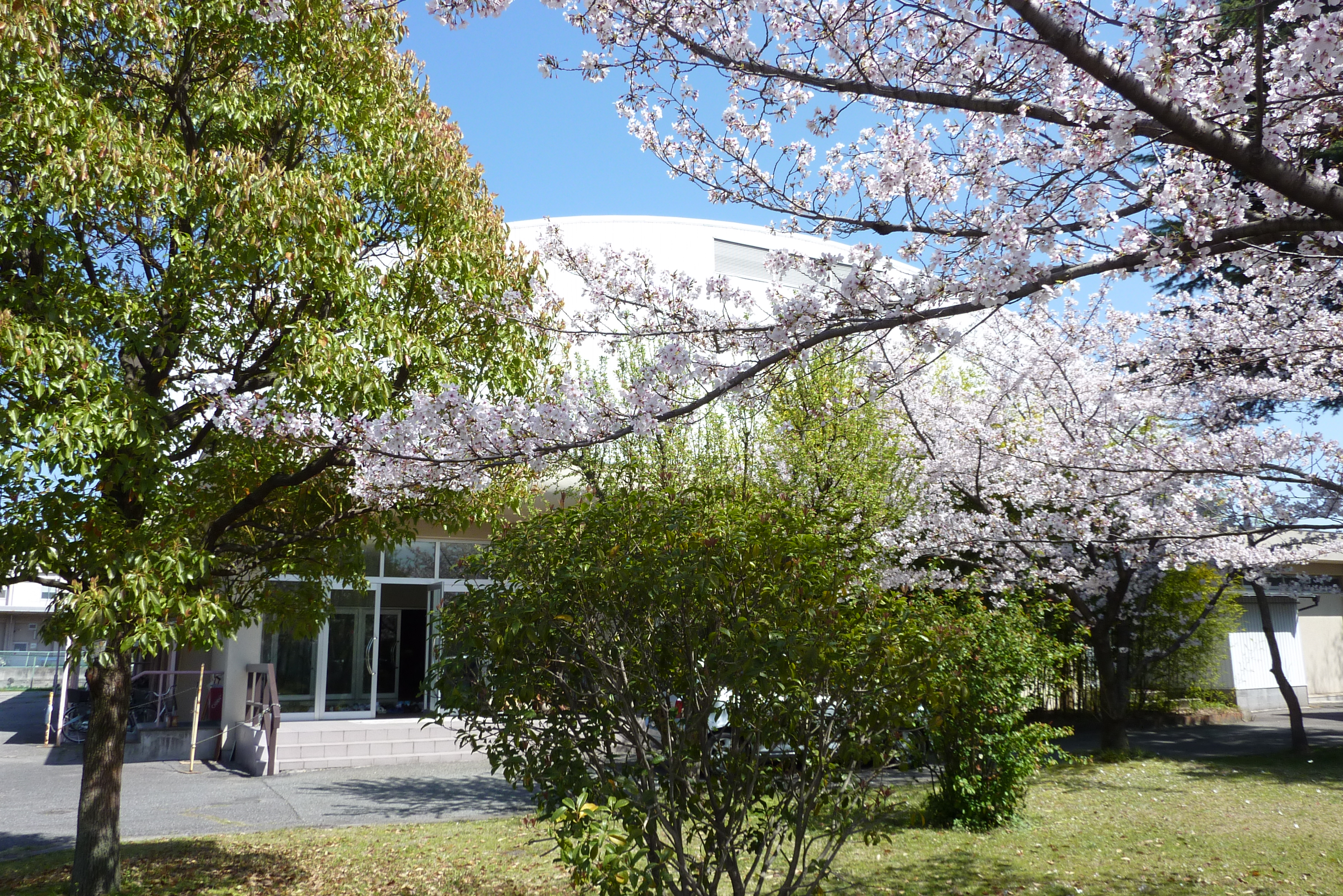
体育館

### 部活動・クラブ活動・サークル活動
- 産業技術短期大学では体育系14・文化系3のクラブ・同好会が活発に活動している[5]。クラブ活動では、その活動に関する技術の習得はもちろんのこと、先輩・後輩・他学科学生・他大学の学生との幅広い人間関係を通じて、自主性・協調性・責任感等の人格形成がなされている。
- 全学生の約20%を占める社会人学生（企業からの派遣学生）が特にクラブ活動に積極的である。
- 体育系クラブ（2020年現在）

野球部・バレーボール部・卓球部・バドミントン部・バスケットボール部・硬式テニス部・剣道部・弓道部・フットサル部・ワンダーフォーゲル部・サバイバルゲーム同好会・ウェイトリフティング同好会・陸上競技同好会・自転車同好会
- 体育系クラブは、2018年全国私立短期大学体育大会（第53回大会）で卓球部が優勝した。

- 文化系クラブ（2020年時点）

軽音楽部・茶道部・工学研究会（同好会）
- 文科系クラブは例年大学祭時に軽音楽部がコンサートを行ったり、学生会館で茶道部が茶席を設けるなど、活躍している。

### 主たるイベント
- 新入生歓迎会

4月頃実施。学生により主催され、立食パーティが催されている。
- 体育祭

5月頃実施。創意工夫を凝らしたクラス対抗応援合戦が毎年みどころとなっている。例年大縄跳び、リレー、綱引き、玉入れ競争、騎馬戦、1年生へのエールなど多彩なプログラムがある。全学生・教職員が参加する体育祭は大学のイベントとしては珍しいものとなっている。
- 卒業研修発表会

3月頃実施。4年制大学の「卒業研究」に相当する。学生は、研究テーマごとにグループに分かれ、1年間にわたって研究活動を行い、研究成果を発表する。また、日本製鉄・JFEスチール・神戸製鋼所をはじめとする鉄鋼会社や地元企業の方々も見学に訪れる。

### 学園祭
- 11月頃実施。産業技術短期大学の学園祭（大学祭）は「飛翔祭」と呼ばれる。毎年、著名な芸能人が呼ばれる。
- コンサートやクラス・クラブ展示・ものづくりプロジェクト作品展の他、名物餅つき・太鼓・琴・お茶会・野菜市など、地域社会を意識した独特の人気プログラムもある。模擬店の種類が多いことが特徴で、焼きそば・お好み焼き・たこ焼き・明石焼・うどん・おでん・とん汁・チヂミ・から揚げ・たい焼き・わたあめ・ワッフルといった定番物から、オープンカフェ・金魚すくい・ヨーヨーつりにいたるまで、例年20種類前後の模擬店が出店する。

### 地域貢献活動
- 学生たちが主体的に地元・尼崎市内などで開催される祭りやイベントに参加して、地域社会の活性化に貢献している。そのような地域住民とのふれあいの場は、学生たちが心豊かな社会人として成長しうる機会となっている[5]。

## 大学関係者と組織

### 大学関係者組織
- 産業技術短期大学には「白塔会」と称した同窓会組織があり、日本全国および韓国・台湾に支部がある[注 70]。

### 大学関係者一覧

#### 大学関係者
- 友野宏：理事長。日本製鉄相談役。

## 施設

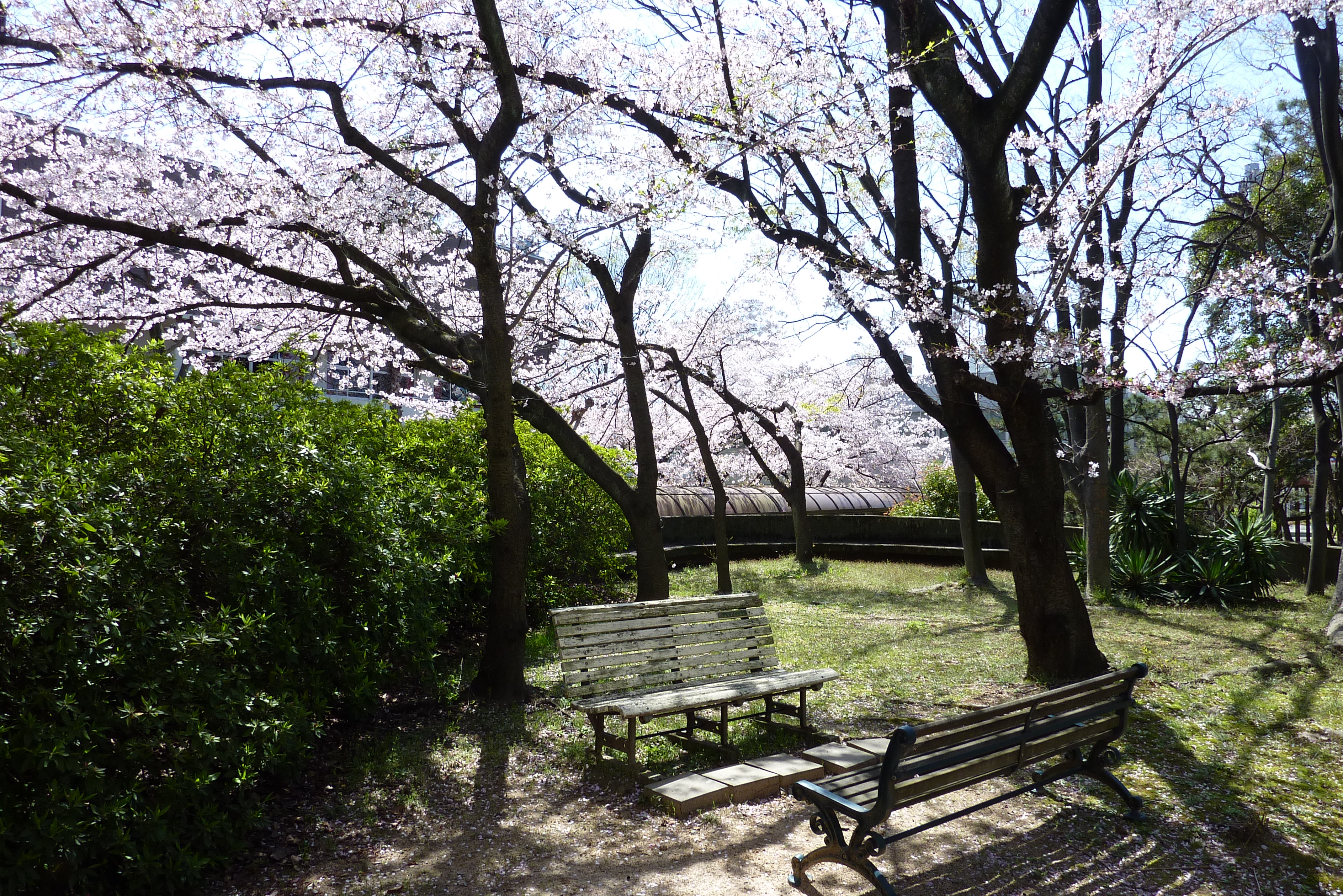
キャンパス（ベンチ）

### キャンパス
- 敷地

大阪と神戸の中間に位置する大学で、敷地は7.2万平方メートル（甲子園球場約2個分の広さ）である。文部科学省が定める基準の8.5倍の敷地面積の広さをもつ広大で緑豊かなキャンパスである。
- グリーンキャンパス（Green Campus）

産業技術短期大学は、自らのキャンパスを、「四季折々の変化を感じながら心豊かに学べる環境」であるとして「グリーンキャンパス（Green Campus）」と呼んでいる。
都市型キャンパスでありながら、広い敷地をベースにゆったりとした建物配置により、敷地全体が豊かな緑に包まれた、明るく開放的なキャンパスを実現している。
正門両脇には、兵庫県の県木「楠木（クスノキ）」がそびえ、正門を入ると、西側には黒松・アメリカのアリゾナ州生まれのワシントンヤシなどがある。学舎をつなぐ高架通路の周りは、赤松・黒松・ヒマラヤスギ・桜並木（ソメイヨシノ・八重桜）などが取り巻いている。2号館前のイロハモミジやトウカエデ、3号館前のオオムラサキツツジ、4号館前の銀杏（ギンナン）、6号館前のクヌギ、8号館前のハナミズキ（尼崎市の市木）なども目立つ。
- 四季の草花

産業技術短期大学で見られる草花としては、春はソメイヨシノ（桜）・オオムラサキツツジ、夏はカンナ・モントブレチア・ヤブラン・ムクゲ・フヨウ・サンゴジュ、秋はサルスベリ・イヌマキ・ヒガンバナ・パンパスグラス・イチョウ、冬はスイセン・梅・桃などがある。
- 建物

2.8万平方メートル（文部科学省が定める基準の3倍の校舎面積）。「白塔」を中心に、1～8号館、実験実習棟]、体育館、飛翔会館（学生会館）、白塔会館、クラブハウスなど。その他テニスコート4面など。グラウンド（運動場）は1.6万平方メートル。ゆったりとした建物の配置である（建物は最高4階建までの高さ）。図書館の蔵書は約61,000冊。

#### 学生食堂
7号館（キャンパス内南側）1階にあり、ランチタイムはもちろん、学生間のパーティーなど、幅広く利用されている。
- 講堂

1号館にあり、1962年の大学設立以来、入学式・卒業式などの公式行事等に幅広く利用されている。

### キャンパス周辺
- 産業技術短期大学がある尼崎市は、昭和初期頃から南部（臨海部）を中心に鉄鋼産業を中心として工業地帯が形成され、第二次世界大戦後高度経済成長期に阪神工業地帯の中核都市として著しい発展を遂げ、現在では日本を代表する高付加価値型の工業都市となっている。
- 一方、産業技術短期大学自体は尼崎市の北部に位置し、南部とは一転して緑豊かで静かな環境である。大学周辺には次のような自然に恵まれたスポットがある。
  - 昆陽池公園（こやいけこうえん）：産業技術短期大学の北東に位置。全国屈指の渡り鳥の越冬池。公園面積は28.5ヘクタール。
  - 武庫川（むこがわ）：産業技術短期大学の西を流れる。大学付近から河口までは公園として整備され、サイクリングロードなどもある。また、大学周辺（髭茶屋）には広大なコスモス園があり、毎年10月下旬～11月下旬が見ごろとなっている[注 71]。
  - 兵庫県立甲山森林公園（かぶとやましんりんこうえん）：産業技術短期大学の西（武庫川のさらに西）に位置。全体の90%が樹林の緑豊かな公園。公園面積は83ヘクタール。

## 対外関係

### 地方自治体等との協定
- 尼崎市との協定

地元の尼崎市とは、「尼崎市産業人材育成支援事業連携協定」を結び（2009.3.25）、産業人材育成を推進している。
また、尼崎市役所に産業技術短期大学が産学連携事業で開発した都市型風車を設置して、市民に公開している　
さらに、尼崎市とは、「包括連携協定」を結び（2016.8.1）、産業技術短期大学と尼崎市が相互の資源を持ち寄り、長期的な工業・技術面からのアプローチにより地域社会を発展させることを目指している。
- 尼崎経営者協会との協定

尼崎経営者協会とは、「相互連携に関する包括協定」を結び（2017.3.28）、連携企画を実施し、技術者教育の推進や地元企業を発展させることを目指している。

### 他大学との協定
- 大阪大学との協定

大阪大学工学部とは、「教育交流に関する協定」を結び（2015.10.16）、産業技術短期大学の学生が大阪大学大学院工学研究科で研究インターンシップを行っている。
- 東洋食品工業短期大学との協定

東洋食品工業短期大学とは、「大学間連携協定」を結び（2016.4.1）、相互の教育研究及び社会活動の大学間交流を推進している。

## 社会との関わり
- 公開講座（公開セミナー・公開授業）

「21世紀を迎えた今、科学技術の未来に夢と希望を持ち、創造力を発揮できる技術者が必要」との理念のもとで、産業や社会を飛躍的に発展させてきた「工学」について入門的なテーマ（「電気とはどんなもの？」「ものづくり体験」「パソコン講座」等）を設定した公開講座（公開セミナー・公開授業）を地域社会に対して毎年開催している。
- 地域社会（行政等）との関わり

地元の尼崎市および尼崎市教育委員会、尼崎経営者協会、尼崎工業会等と連携している。
地元の小学生を対象に「風車のお話」「わくわく！ものづくり体験」「なるほど！施設見学」など小学生向けのテーマを設定し、夏休み工作教室を開催したり、地元の商店街で風車の工作教室を開催している。
学生が中心となって、例年10月頃に開催される地元尼崎市の「尼崎市民祭り」「ふれあい広場武庫21」に出展している。
尼崎市の小中学校等の教員を対象に「ものづくり体験」を行っている（例年8月頃開催）。
- 地域企業等との関わり

尼崎市産学公ネットワーク協議会に参画し、地域企業の技術研究・開発を促進するとともに、「尼崎産業フェア」に出展している。
（財）近畿高エネルギー加工技術研究所・（社）兵庫工業会・尼崎商工会議所・伊丹商工会議所等への支援に注力している。
「和歌山製鉄所開所70周年祭」（日本製鉄）・「JFE西日本フェスタ」（JFEスチール）・「神鋼かこがわフェスティバル」（神戸製鋼所）など、鉄鋼業界のイベントに大学として参加している。展示ブースでは、各学科の最新の研究成果やものづくりプロジェクト等を紹介している。
- 企業向けシンポジウムの開催

建学の経緯から、産業界（鉄鋼業界）と深い信頼関係を構築し、「産官学連携ポリシー」「地域連携ポリシー」を定め、産官学連携・地域連携を推進している。その一環として、秋季に関連企業向けのシンポジウムを開催し、企業に対して新製品の設計・開発に役立つ技術を広く紹介している。
- 高校生のための情報系分野説明会・高校生と保護者のための工学系分野説明会

情報系及び工学系分野を広く高校生および保護者に紹介し、その後学内施設見学等を実施する分野説明会を開催している。
- 高大連携授業（高大連携プログラム）

「高校から大学への教育のつながりを大事にしたい」という願いのもと、多数の地元高等学校と連携して「高大連携授業」等を行っている。
- 高大連携実績校（一部紹介）
  - 兵庫県 - 兵庫県立夢野台高等学校・兵庫県立西宮高等学校・兵庫県立西宮南高等学校・兵庫県立鳴尾高等学校・兵庫県立尼崎西高等学校・兵庫県立伊丹西高等学校・兵庫県立宝塚東高等学校・兵庫県立津名高等学校・兵庫県立尼崎工業高等学校・兵庫県立兵庫工業高等学校・兵庫県立姫路工業高等学校・兵庫県立相生産業高等学校・兵庫県立小野工業高等学校・兵庫県立洲本実業高等学校・兵庫県立武庫荘総合高等学校・神戸市立科学技術高等学校・尼崎市立尼崎双星高等学校・私立神戸村野工業高等学校・私立東洋大学附属姫路高等学校など。
  - 大阪府 - 大阪府立箕面東高等学校・大阪府立茨木工科高等学校・大阪市立都島工業高等学校など。
  - 京都府 - 京都府立久美浜高等学校・京都府立工業高等学校など。
  - 滋賀県 - 滋賀県立国際情報高等学校など。
- 尼崎市が推進する地域教育推進事業への参加

「グリーンキャンパス（Green Campus）」を活用し、地域の小学校・中学校・高等学校等から生徒を受け入れ、秋に「きのこウォッチング」を開催している。
- 近隣幼稚園等との交流

「グリーンキャンパス（Green Campus）」を活用し、地域の幼稚園等から園児を受け入れ（幼稚園園外保育）、春は「自然とのふれあい」をテーマに「芝生遊び」等を、秋は「木々とのふれあい」をテーマに「どんぐりひろい」等を実施している。

## 卒業後の進路について
- 設置学科と進路

一般社団法人日本鉄鋼連盟が設立した大学であるため、鉄鋼業界や関連の素材産業、機械産業をはじめ、産業界、とりわけ製造業との関係が深い。そのため鉄鋼業に限らず、機械・ものづくり・電気電子・情報関連など、幅広い産業分野に対応した学科を設置しており、進路は鉄・金属・電気・機械製造・自動車・設計・開発・技術サービス・情報関連の業種に就職する卒業生が多い。
就職先は人数が多い順として日本製鉄、JFEスチール、神戸製鋼所であり、産業界（鉄鋼業界）が設立した大学の強みを活かした、大手鉄鋼メーカーへ就職する者が最多となっている。
4年制大学に編入する卒業生も多い（例年35～50名程度が編入）。特に国公立大学へは全国トップクラスの編入実績を持つ。

### 就職について
- 就職先を一部紹介すると以下の通りとなる。
- 日本製鉄・JFEスチール・神戸製鋼所・山陽特殊製鋼・合同製鐵・大阪製鐵・日鉄鋼板・住友電気工業・住友精密工業・住友精化・住友ベークライト・住友重機械建機クレーン・三菱電機・三菱重工業・三菱電機システムサービス・三菱電機プラントエンジニアリング・川崎重工業・ダイキン工業・ダイハツ工業・パナソニックコンシューマーマーケティング・日立グローバルライフソリューションズ・京セラドキュメントソリューションズジャパン・関電プラント・ブリヂストン・王子製紙・フジテック・フジキン・大東精機・音羽電機工業・読売システック・ジャパンエンジンコーポレーション・大阪チタニウムテクノロジーズ・ヤンマー・キッコーマン・グンゼ・西日本旅客鉄道・大阪市高速電気軌道・国家公務員・地方公務員ほか。
- なお、就職率は97.6％である[5]。

### 編入学・進学実績
- 編入学合格実績を一部紹介すると以下の通りとなる。
- 【国立大学】 神戸大学・京都工芸繊維大学・富山大学・室蘭工業大学・北見工業大学・岐阜大学・豊橋技術科学大学・長岡技術科学大学・群馬大学・福井大学・和歌山大学・徳島大学・広島大学・山口大学・島根大学・九州工業大学・佐賀大学・宮崎大学・琉球大学ほか。
- 【公立大学】高知工科大学•滋賀県立大学ほか。
- 【私立大学】法政大学・日本大学・関西大学・龍谷大学・近畿大学・甲南大学ほか。
- なお、産業技術短期大学から4年制大学に編入し、その4年制大学から大学院への進学合格実績としては、大阪大学大学院、東京工業大学大学院、兵庫県立大学大学院、富山大学大学院、島根大学大学院、岐阜大学大学院などがある。